# アレクセイ・レベジ
アレクセイ・イワノヴィチ・レベジ（レーベジ、ロシア語: Алексей Иванович Лебедь、ラテン文字転写の例：Aleksei Ivanovich Lebed、1955年4月14日 - 2019年4月27日）は、ソビエト連邦およびロシアの政治家、軍人。ソ連軍大佐。軍を退役後、1997年1月9日から2009年1月14日まで、ハカス共和国（ハカシア共和国）の政府議長（元首格）を務めた。
クラスノヤルスク地方知事、ロシア安全保障会議書記などを歴任したアレクサンドル・レベジは実兄。

## 生涯
ソビエト連邦ロシア連邦共和国のロストフ州ノヴォチェルカッスクで労働者の家庭に生まれる。1976年リャザン高等空挺指揮学校を卒業する。1979年まで白ロシア、レニングラードおよびシベリア軍管区に勤務する。1979年から1982年までアフガニスタン戦争に従軍する。1987年フルンゼ名称軍事アカデミーを卒業する。1991年第300空挺連隊長。1992年同連隊は、ハカス共和国アバカンに再配置されることとなる。
1995年ロシア下院選挙にハカス共和国の小選挙区から立候補する。1996年12月22日にハカス共和国政府議長（元首）に選出され、翌1997年1月に就任。2000年12月24日に70パーセント以上の支持を獲得して再選される。
2002年春に、兄で現職のクラスノヤルスク地方知事だったアレクサンドル・レベジが事故死した後、後任のクラスノヤルスク地方知事選挙への立候補を表明したが、結局、立候補を取り下げた。2004年12月26日に政府議長に三選される。ロシア連邦議会上院連邦会議の代議員でもあり、上院では予算・財政政策・金融・関税委員会に所属している。2009年1月14日に政府議長を退任。
私生活では、夫人との間に一男一女を儲けた。
2019年4月27日、64歳で死去。